# 托马斯·克劳德尔·钱伯林
托马斯·克劳德尔·钱伯林（1843年9月25日—1928年11月15日）是美国地质学家和教育家。1893年，他创办了《地质学杂志》，并担任了多年的编辑。

## 经历
钱伯林于1843年9月25日出生在伊利诺伊州的马顿。当他三岁时，他的家人搬到了威斯康辛州的伯洛伊特附近。他的父亲是卫理公会巡回牧师。在进入伯洛伊特学院之前，他曾就读于一家预备学院，在那里他接受了希腊语和拉丁语的古典教育，同时对自然科学产生了兴趣。在伯洛伊特读书期间，他在教堂合唱团担任指挥，并且是学校的校队运动员和辩论队员。
1866 年从伯洛伊特学院毕业后，钱伯林在伯洛伊特附近的一所高中担任了两年的教师和校长。1867年，他与阿尔玛·威尔逊结婚。
1868 年至 1869 年，钱伯林在密歇根大学修读地质学的研究生课程。随后从1869年到1873年，他在威斯康辛的白水师范学院（今天的威斯康辛大学怀特沃特分校）担任自然科学教授。他于1873年返回伯洛伊特学院，担任地质学、动物学和植物学教授。1873 年，他参与了威斯康辛州的全面地质调查。他负责测绘威斯康辛东南部，该地区覆盖着厚厚的冰川沉积物，这使他认识到当地在更新世期间发生过多次冰川作用。以此为基础，他对北美的冰川阶段规定了术语，这些术语现在仍在使用。
1875年，他和弟弟一起创业，创立了流行一时的矿泉水品牌。 
1876年，钱伯林成为威州地质调查局的首席地质学家，负责监督地质调查的进展，以及四卷报告的出版，为此他撰写了关于冰川沉积、古生代和前寒武纪基岩地质、铅锌矿床、自流井和土壤等方面的内容。该项目引起了全国的关注，他也因此于 1881 年被任命为美国地质调查局冰川部门的负责人。后来在1887年至1892年期间，他还担任过威斯康辛大学的校长。
在1890年 和 1897 年， 钱伯林编写了《多重工作假设的方法》，提出了基于假设和验证的科学实验方法，该论文被认为是科学方法的里程碑，是强推理方法的起源。该论文于 1965 年重印。 
1892年，钱伯林受邀前往新成立的芝加哥大学，组建新的地质系，并在那里担任教授到1918年。从1898年到1914年，他也担任芝加哥科学院院长。
1899年，钱伯林撰写了《以大气为基础构建冰川期成因的尝试》 ，并详细阐述了一个新观点，即气候变化可能由大气二氧化碳浓度变化引起。他撰写了有关气候作用的文章。
1905年，钱伯林和莫尔顿提出了太阳系形成理论，挑战了拉普拉斯星云假说。他们的理论，即钱伯林-莫尔顿小行星假说，在此后的将近三分之一世纪的时间里是主流理论，直到在1930年代的后期被质疑。最终，由于发现它与木星的角动量不相容，这个理论最终在 1940 年代被推翻。但是其中的部分内容，即较小的物体—小行星—逐渐碰撞以通过吸积形成行星，仍然被接受。根据他的理论和其他地质证据，他推测，地球诞生的时间比当时开尔文勋爵所计算的结果（约 1 亿年）要古老得多。
钱伯林于1924年获得经济地质学家协会的首届彭罗斯金奖，并于1927 年获得美国地质学会的首届彭罗斯奖章。 1894 年，他开始担任美国地质学会主席。 
钱伯林一直没有退休，直到1928年11月15日在芝加哥去世。
他的论文收藏在芝加哥大学档案馆和伯洛伊特学院档案馆里。伯洛伊特学院的档案还包含他的儿子罗林·T·钱伯林（Rollin T. Chamberlin，1881-1948) 的论文，罗林也是一名地质学家，后来担任芝加哥大学地质系主任。 在伯洛伊特学院、芝加哥大学和威斯康辛大学麦迪逊分校的校园里都有以他命名的建筑。 月球的钱伯林环形山和火星上的一个陨石坑以他的名字命名。加利福尼亚的钱伯林山也以他命名。